# 昆士兰锯鳐
昆士兰锯鳐，或称矮锯鳐Pristis clavata ，是犁头鳐目锯鳐科的一种软骨鱼，分布于澳大利亚的热带地区。这种瀕危物種是现存最小的锯鳐。

## 外貌描述

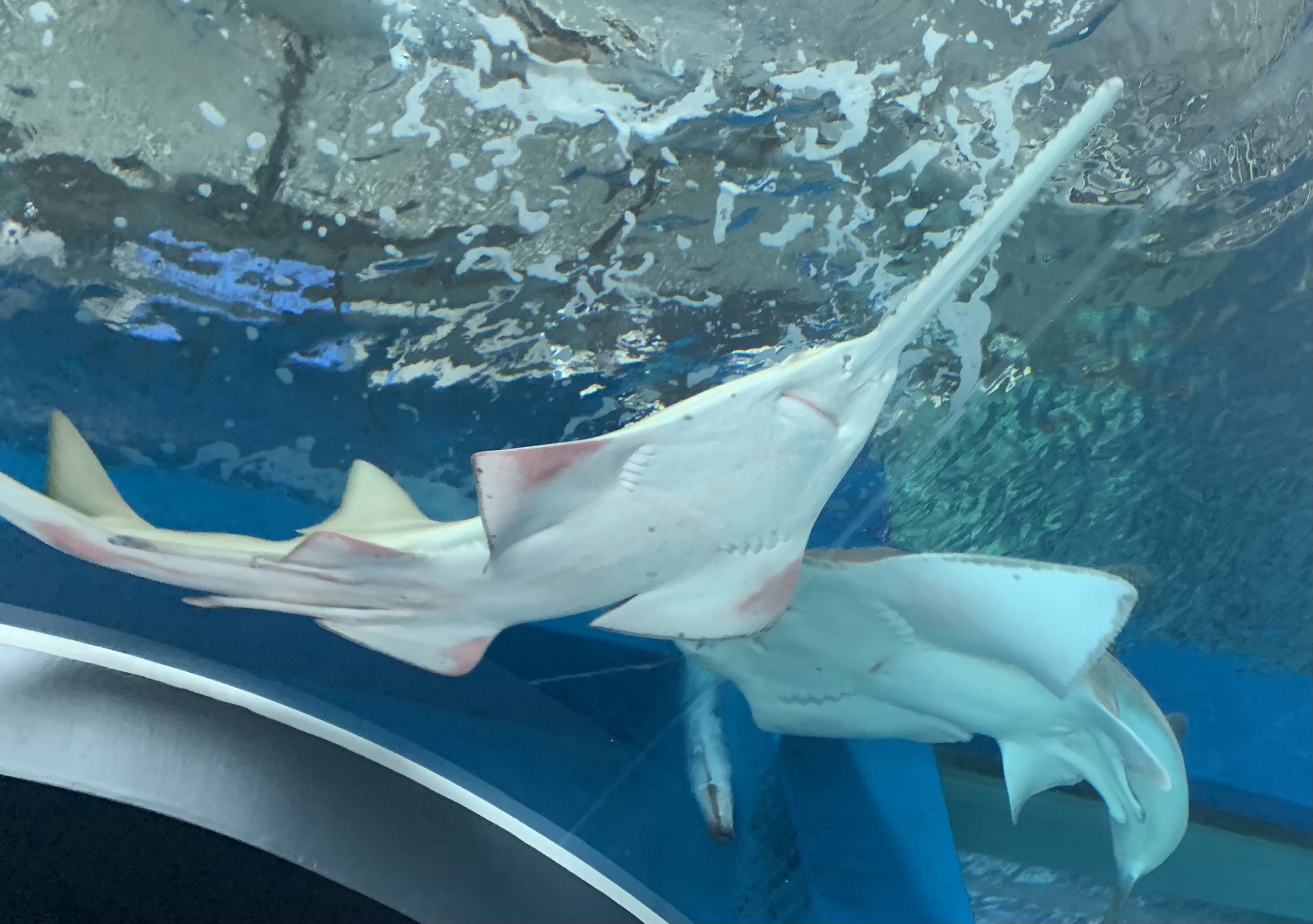
昆士兰锯鳐的腹部为白色

昆士兰锯鳐的身体形如鱼雷，总体结构类似于鲨鱼，体长约3.2米（10英尺） 。其胸鳍较宽，为三角形，背鳍大而直立。昆士兰锯鳐的第一对背鳍位于腹鳍起点的正上方或略微靠后处，尾鳍的下叶非常小。昆士兰锯鳐吻部宽而扁平，长有一锯状结构，其上约有20对锯齿。该鱼的背部通常为绿褐色，偶尔为黄褐色，腹部则为白色。 

## 分布和栖息地
昆士兰锯鳐自然分布于印度太平洋西部和中部地区，但已大大减少。目前昆士兰锯鳐分布于自昆士兰州约克角半岛至西澳大利亚州北部皮尔巴拉之间的水域。虽在大西洋的加那利群岛有目击记录，但这份记录很有可能是误认其他种类的锯鳐为昆士兰锯鳐。此外，科学家对博物馆馆藏的若干19世纪锯鳐样本进行鉴定后确认昆士兰锯鳐曾分布于巴布亚新几内亚沿岸水域、孟加拉湾、婆罗洲和爪哇附近水域。然而，除2006年在阿曼海塞卜附近海域有发现可能是昆士兰锯鳐的鱼类外，目前尚无证据证明昆士兰锯鳐在澳大利亚水域以外仍有现存的种群。该鱼常栖息于沿岸水域、河口灣、泥滩等浅水处，有时亦会出没于河流下游。 

## 生态

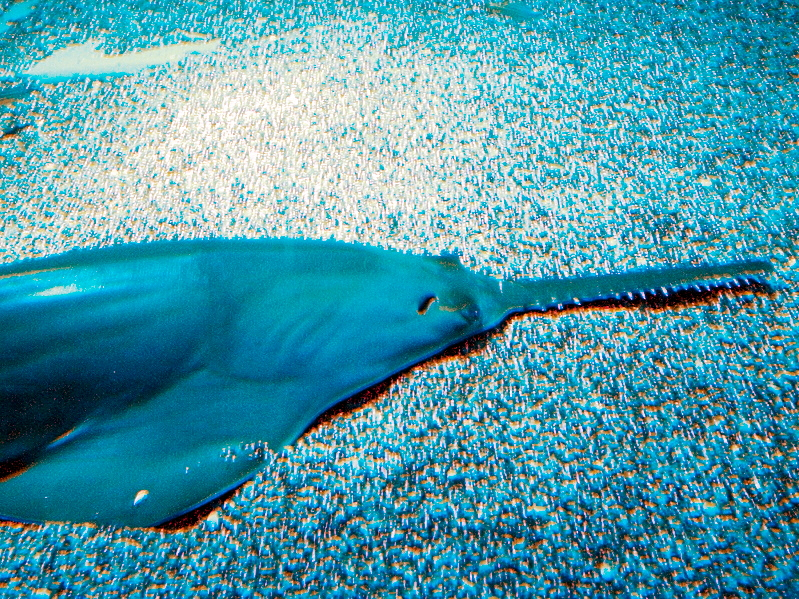
昆士兰锯鳐的头部

该锯鳐的主要猎物为鱼类，但亦会捕食软体动物与甲壳动物。其吻部长有大量用于感知电流的小孔，即劳伦氏壶腹。这些器官能帮助昆士兰锯鳐在浑浊不清的水域中定位猎物和确定方向。 昆士兰锯鳐在涨潮时会在红树林等处休息，而在落潮时外出捕猎。
目前科学家对昆士兰锯鳐的繁殖习性知之甚少。该鱼为卵胎生，即幼鱼孵化后留在母鱼体内，以卵黄为食直至发育完全后再诞生。目前其繁殖频率尚不清楚。母鱼平均每胎生下13条幼鱼，这些幼鱼出生时大约为65cm，在约8岁时达到性成熟，此时体长约为255-260厘米，最长则可长到318厘米。。该物种的寿命最长可达48岁。 

## 保护状态
澳大利亚的北领地、昆士兰州和西澳大利亚州于1990年代先后出台保护条例，全面禁止捕捞昆士兰锯鳐，并对渔民展开相关教育。这些地区亦有建有若干包括昆士兰锯鳐重要栖息地的自然保护区，加之立法推广海龟逃脱装置，昆士兰锯鳐所受的渔业威胁有所减小，种群亦有恢复，于2013年自极危下调至濒危，但目前尚无解决其吻部容易缠于网中并因此窒息的问题。此外，昆士兰锯鳐位列CITES I，全面禁止其活体及身体部位的国际贸易。